# Manuel Arana
Manuel Arana Rodríguez (Siviglia, 3 dicembre 1984) è un ex calciatore spagnolo, di ruolo centrocampista.